# Marlborough (CDP)
Marlborough CDP ist ein Census-designated place (CDP) in der Town of Marlborough im Cheshire County im US-Bundesstaat New Hampshire. Die Volkszählung von 2020 erfasste 1.066 Einwohner. Der CDP wurde im Jahr 2002 erstmals vom Census definiert. In ihm liegt der Kernort der Town of Marlborough.

## Lage
Der Ort liegt bei den Koordinaten 42° 54' 17.90" Nord und 72° 12' 42.02" West auf einer Höhe von 217 Metern über dem Meeresspiegel südöstlich von Keene. Die 4,4 km² große Fläche des Gebietes enthält laut Census keinen Anteil Wasserfläche. Durch den Ort führt die New Hampshire Route NH-101, von der die NH-124 nach Süden abzweigt.